# Martin Birch
Martin Birch (27. prosince 1948 – 9. srpna 2020) byl britský hudební producent a zvukový inženýr, podílející se na nahrávkách hudebních skupin Deep Purple, Rainbow, Fleetwood Mac, Whitesnake, Black Sabbath, Blue Öyster Cult a Iron Maiden.

## Životopis
Narodil se 27. prosince 1948 ve městě Woking Surrey. Svou kariéru záznamového inženýra začal se skupinami Jeff Beck, Fleetwood Mac a Deep Purple. V roce 1980, přešel z "tábora Deep Purple" ke skupině Black Sabbath, kdy pracoval jako producent na jejich albu Heaven and Hell. Předchozí album si skupina produkovala sama a tak rádi tuto práci přenechali Birchovi, který už před tím spolupracoval s Ronnie Jamesem Diem. V roce 1981 začala jeho dlouhodobá exkluzivní spolupráce se skupinou Iron Maiden, kdy produkoval a zaznamenal jejich album Killers, aby si odpočinul od spolupráce s ostatními skupinami.
Birch nahrával a produkoval alba pro mnohé další umělce. Mezi ně patří projekty příbuzné s Deep Purple jako (Rainbow, Paice Ashton Lord, Whitesnake, Roger Glover, a Jon Lord), včetně Wayne County & the Electric Chairs. Na albu Fleetwood Mac Mystery to Me (1973) je též uveden jako hráč na akustickou kytaru. Píseň "Hard Lovin' Man" z alba Deep Purple Deep Purple in Rock je věnována jemu s poznámkou: "For Martin Birch – catalyst".
Birch odešel na odpočinek v roce 1992, po produkci alba Iron Maiden Fear of the Dark. Bylo to poslední z deseti alb skupiny na kterém se podílel. Dva roky před odchodem na odpočinek se objevil na hudebním klipu skupiny Iron Maiden v písni "Holy Smoke".
Birch zemřel 9. srpna 2020 ve věku 71 let. Příčina smrti nebyla zveřejněna. Poctu mu vyjádřili David Coverdale, Geezer Butler a Wendy Dio (manželka Ronnie Jamese Dia). Poctu vyjádřili i členové skupiny Iron Maiden na svých oficiálních stránkách, Steve Harris, Bruce Dickinson a Rod Smallwood vzpomněli na jeho osobnost a čas který věnoval spolupráci se skupinou.

## Vybraná diskografie
Source: AllMusic unless otherwise stated.

### Fleetwood Mac
- 1969 – Then Play On
- 1970 – Kiln House
- 1972 – Bare Trees
- 1973 – Penguin
- 1973 – Mystery to Me (producer, engineer, guitar)

### Deep Purple
- 1969 – Concerto for Group and Orchestra
- 1970 – Deep Purple in Rock
- 1971 – Fireball
- 1972 – Machine Head
- 1972 – Made in Japan
- 1973 – Who Do We Think We Are
- 1974 – Burn (engineer, mixing)
- 1974 – Stormbringer
- 1975 – Come Taste the Band
- 1976 – Made In Europe – recorded live in April 1975
- 1977 – Last Concert in Japan – recorded live in December 1975

### Jon Lord
- 1971 – Gemini Suite
- 1976 – Sarabande

### Bernie Marsden
- 1979 – And About Time Too

### Wishbone Ash
- 1970 – Wishbone Ash
- 1971 – Pilgrimage
- 1972 – Argus

### Rainbow
- 1975 – Ritchie Blackmore's Rainbow
- 1976 – Rising
- 1977 – On Stage – recorded live in 1976
- 1978 – Long Live Rock 'n' Roll
- 1986 – Finyl Vinyl

### Whitesnake
- 1978 – Snakebite
- 1978 – Trouble
- 1978 – Live at Hammersmith
- 1979 – Lovehunter
- 1980 – Ready an' Willing
- 1980 – Live... in the Heart of the City – recorded live in 1978 and 1980
- 1981 – Come an' Get It
- 1982 – Saints & Sinners
- 1984 – Slide It In

### Black Sabbath
- 1980 – Heaven and Hell
- 1981 – Mob Rules

### Blue Öyster Cult
- 1980 – Cultösaurus Erectus
- 1981 – Fire of Unknown Origin

### Iron Maiden
- 1981 – Killers
- 1982 – The Number of the Beast
- 1983 – Piece of Mind
- 1984 – Powerslave
- 1985 – Live After Death
- 1986 – Somewhere in Time
- 1988 – Seventh Son of a Seventh Son
- 1989 – Maiden England
- 1990 – No Prayer for the Dying
- 1992 – Fear of the Dark

### Ostatní umělci
- 1969 – Jeff Beck – Beck-Ola
- 1970 – Peter Green – The End of the Game
- 1970 – The Groundhogs – Thank Christ for the Bomb
- 1971 – Stackridge – Stackridge
- 1971 – Canned Heat and John Lee Hooker – Hooker 'N' Heat (Mixdown Engineer) – recorded in 1970
- 1971 – Skid Row – 34 Hours
- 1971 – Toad – Toad
- 1971 – Faces – Long Player
- 1972 – Silverhead – Silverhead
- 1972 – Toad – Tomorrow Blue
- 1972 – Flash – Flash
- 1972 – Nick Pickett – Silversleeves
- 1973 – Gary Moore – Grinding Stone
- 1978 – Wayne County & the Electric Chairs – Storm The Gates Of Heaven
- 1978 – Roger Glover – Elements
- 1979 – Cozy Powell – Over the Top
- 1982 – Michael Schenker Group – Assault Attack